# 晏仕翹
晏仕翹（1536年—1579年），字應望，號惺臺，江西臨江府清江县民籍新喻縣人，明朝政治人物。

## 生平
江西鄉試第四十二名。嘉靖四十四年（1565年）乙丑科進士。吏部观政，本年六月授松江府推官，丁忧。隆慶三年（1569年）復除徽州府，五年升刑部主事，万历二年（1574年）改山西道监察御史，三年差巡盐长芦，四年差巡按福建，本年升彰德知府，五年改绍兴府，六年降滁州判官，七年升太仓州知州，未任卒。

## 家族
曾祖晏充太；祖父晏參，七品散官；父晏九臯，庠生赠主事；母楊氏；繼母曾氏。兄仕翰、弟仕魁（庠生）、仕翀、仕旅。